# Jair e Hozana
Jair e Hozana foi uma dupla brasileira de música cristã contemporânea, formada por Jair Pires e Hosana Paixão.
A dupla alcançou notoriedade nacional com o disco Alma Cansada (1968), o qual, com a faixa-título, escrita por Jair, tornou-se um dos clássicos da música cristã no Brasil. Este disco foi considerado, por vários historiadores, músicos e jornalistas, como o 19º maior álbum da música cristã brasileira, em uma publicação de 2015.
A dupla se separou em 1981, Jair viria formar uma dupla com Homero Silva e mais tarde viria a ter uma carreira solo. E Hosana viria a cuidar de seu ministério, ficando sumida da mídia.

## Discografia
- 1967: Poder do Alto
- 1968: Alma Cansada
- 1968: Alguém me Tocou
- 1969: Jesus Querido
- 1970: Paz, Somente Paz
- 1972: Ai de Mim se não Fosse Jesus
- 1972: Estrela da Manhã
- 1974: Oh! Terra Sagrada
- 1975: Misericórdia
- 1977: Cristo é Meu Amigo
- 1977: Hinos Inesquecíveis
- 1978: Santidade
- 1979: Canta Meu Povo
- 1979: Que Coisa Linda
- 1980: Cristo Meu Ideal
- 1980: Que Bom Seria
- 1980: O que Vale o Homem sem Jesus
- 1981: Deixa Deus Dominar Tua Vida
- Estrada de Espinhos
- Lembro-me de Ti
- As 12 Melhores